# Cheilosia nartshukae
Cheilosia nartshukae är en tvåvingeart som beskrevs av Barkalov och Peck 1997. Cheilosia nartshukae ingår i släktet örtblomflugor, och familjen blomflugor. Inga underarter finns listade i Catalogue of Life.